# Bora
Pour les articles homonymes, voir Bora (homonymie).

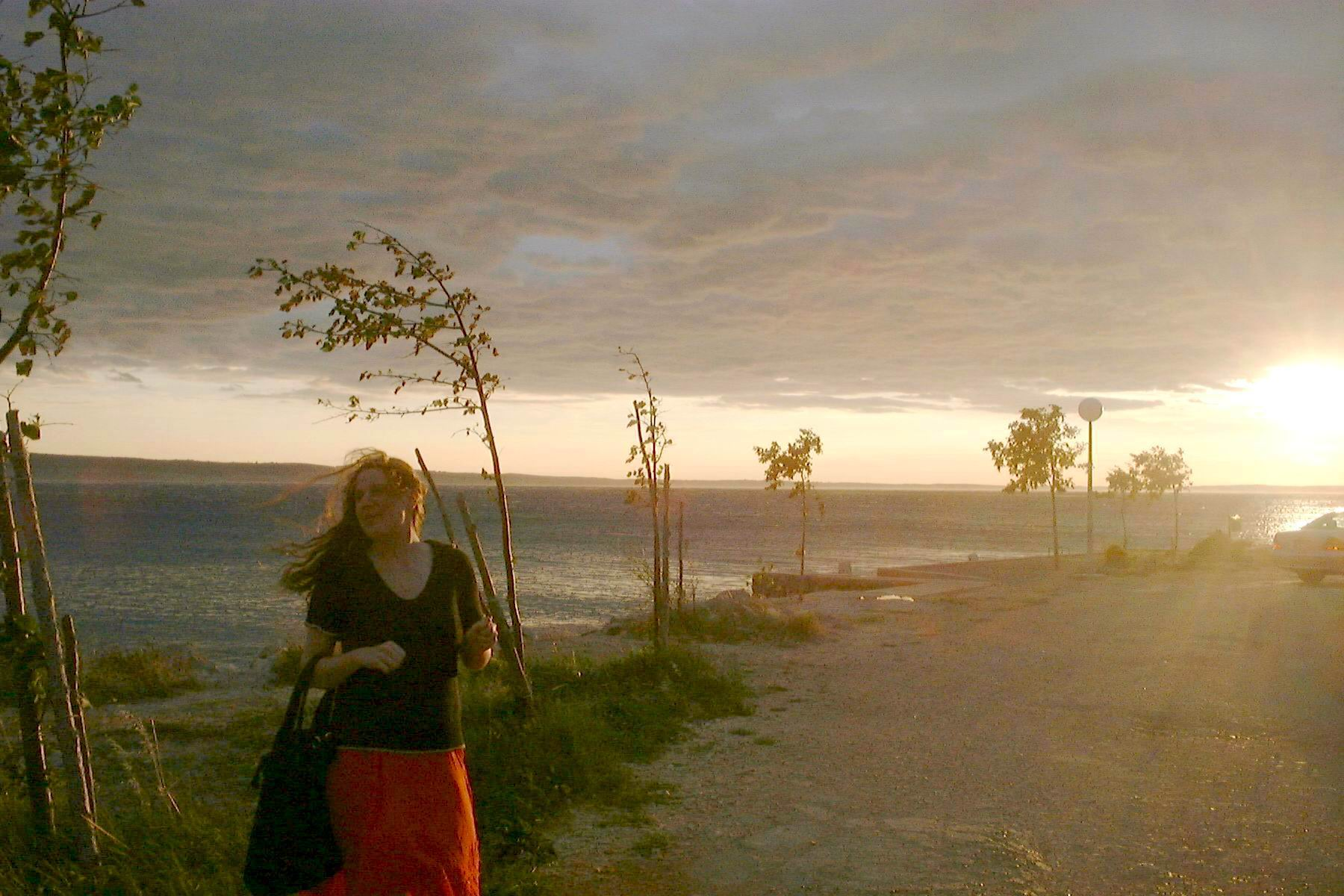
La bora à Starigrad en Croatie, à l'aube.

La bora (de l'italien « bora » ; en croate, bura, en slovène burja, en bulgare, буря, en turc, poyraz) est un vent catabatique du nord-nord-est qui souffle sur la mer Adriatique, la mer Noire, la Grèce et la Turquie. Sa durée est souvent d'une journée ou moins, bien que les événements prolongés de quatre à six jours ne sont pas inhabituels. En hiver il est souvent violent, avec une vitesse moyenne de 50 à 80 km/h et des rafales qui ont été mesurées à 180 km/h sur le golfe de Trieste.
Le nom bora provient de Borée, dieu de la mythologie grecque, personnification du vent du nord.

## Origines

Accélération de la bora en descendant la pente en aval des montagnes.

Comme tous les vents, la bora est créée par des déplacements d'air dus à des différences de pression. Ce vent continental, froid et sec, prend son origine dans l'anticyclone russe situé en Europe centro-orientale ; il passe par-dessus les Alpes dinariques et juliennes, puis descend vers une dépression sur la mer Adriatique. Ces vents sont non seulement accélérés le long de la pente mais également par effet de couloir en traversant des passages comme ceux situés entre les Alpes juliennes et les monts Kapela (Velika Kapela et Mala Kapela) en Croatie. Lors d’événement de bora violents, ils peuvent traverser toute la mer Adriatique et le golfe de Venise. Bien qu'il y ait réchauffement par compression adiabatique, l'augmentation de température n'est pas suffisante pour atteindre celle au niveau de la mer et la bora est donc un vent froid.
Lors de son parcours, le courant d'air bute sur l'obstacle constitué par le mont Nevoso, qui divise la bora en deux flux : le premier, empruntant le col de Postojna, traverse le Carso et s'abat sur le golfe de Trieste, tandis que le second passe entre le mont Nevoso et les reliefs des monts Kapela et Velebit pour déboucher à Rijeka et pouvant arriver jusqu'à Senj en Dalmatie.
La bora de Trieste est souvent plus forte et turbulente que celle de Rijeka et Senj. Sur le Carso, le courant d'air a la possibilité de se répandre et donc son écoulement est généralement modéré et uniforme. Lorsqu'elle arrive aux bords du Carso, qui s'élève immédiatement au-dessus de la ville à une hauteur comprise entre 300 et 400 mètres, elle se précipite dans l'étroit couloir côtier puis sur la mer à une vitesse qui augmente avec la descente et son écoulement devient turbulent, ce qui la rend extrêmement violente localement. En mars 2010, on a enregistré une bora à 212 km/h dans la banlieue sud de Trieste. Mais près des villes de Senj, Stara Novalja (en), Karlobag et au sud du tunnel de Sveti Rok (en) en Croatie, la bora peut aussi atteindre 220 km/h ; le 15 mars 2006, une rafale à 235 km/h a été mesurée sur le pont de l'île de Pag (en).

## Effets

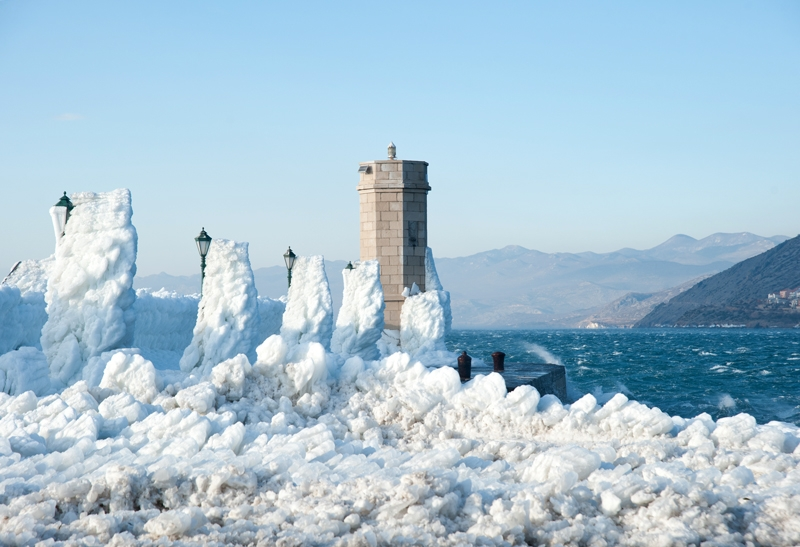
Dépôts de glace formés par les embruns marins poussés par la bora à Senj.

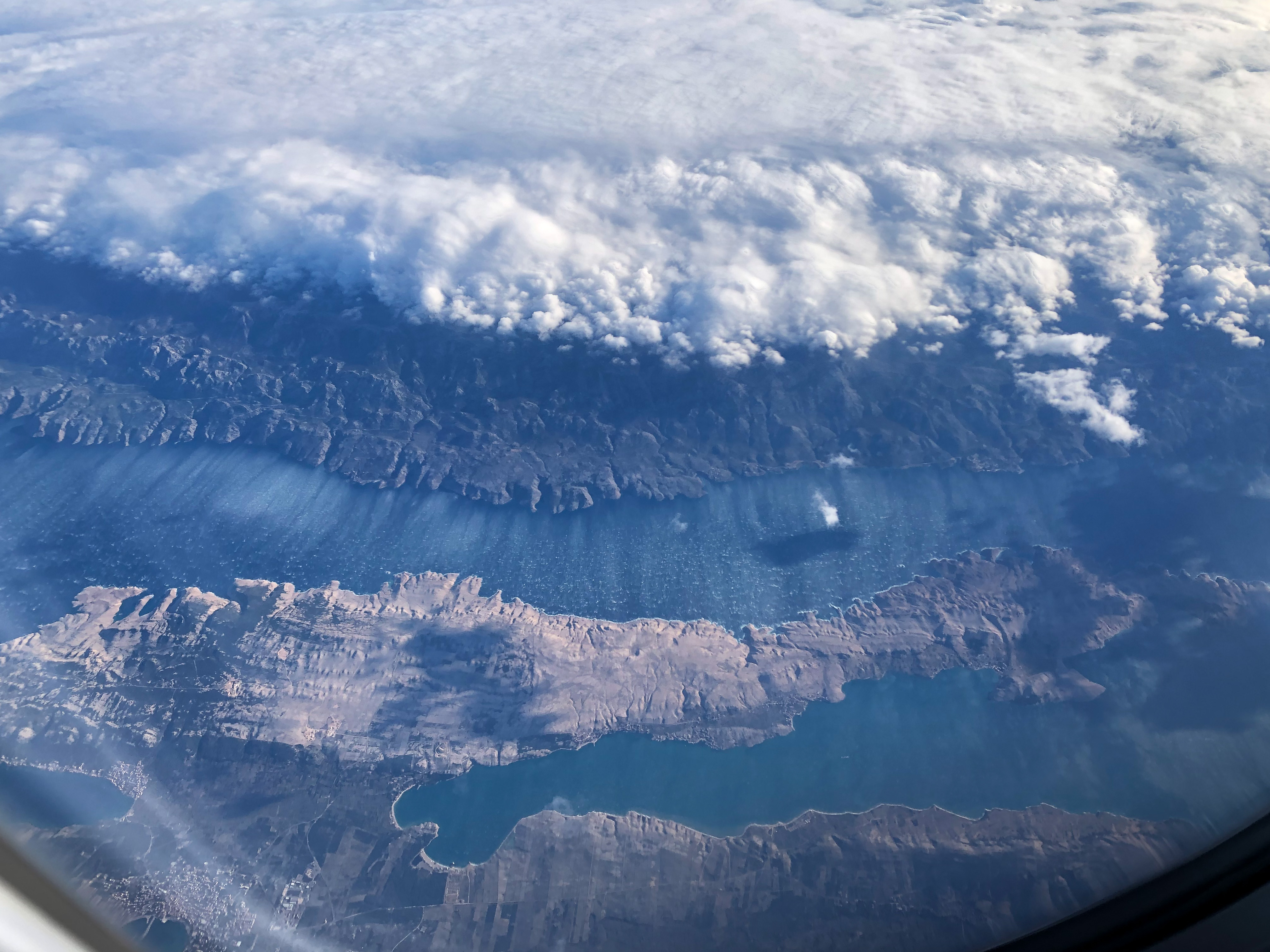
La bora vue d'avion près de Novalja, en Croatie, générant de la houle (en bandes blanches) sur la mer.

La structure verticale et horizontale de la végétation dans toute la zone côtière de l'Adriatique dépend des conditions climatiques méditerranéennes, mais on retrouve des irrégularités naturelles de distribution principalement influencées par la bora, surtout sur la végétation ouverte. Elle tend à inhiber la croissance des arbres sur les îles du nord de la Dalmatie, effet accru par la déforestation des Romains et des Vénitiens, et y a donné un paysage karstique. Cela se produit par des dommages mécaniques dus au vent et par la salinisation du sol par les embruns marins poussés par le vent. La régénération des zones dégradées n'est guère possible dans ces conditions.
La bora est dangereuse pour la navigation car sa courte houle de forte amplitude produit des embruns qui réduisent fortement la visibilité. De plus, lorsque la température de l'air est sous le point de congélation, ces embruns givrent sur les superstructures et des bourrasques de neige côtières peuvent survenir.
La bora joua un rôle déterminant lors de la bataille du Frigidus le 6 septembre 394 en déséquilibrant le rapport de forces en faveur de l'armée sous le vent, en raison des poussières qu'elle projetait dans les yeux de l'armée face au vent, dont elle freinait et déviait les flèches.